# 裂叶毛茛
裂叶毛茛（学名：Ranunculus pedatifidus）为毛茛科毛茛属下的一个种。

## 扩展阅读
- 維基物種上的相關：裂叶毛茛